# Cuviera bolo
Cuviera bolo är en måreväxtart som beskrevs av André Aubréville och François Pellegrin. Cuviera bolo ingår i släktet Cuviera och familjen måreväxter.
Artens utbredningsområde är Elfenbenskusten. Inga underarter finns listade i Catalogue of Life.